# 1901-es angol labdarúgókupa-döntő
Az 1901-es FA-kupa döntőt a Tottenham Hotspur és a Sheffield United játszotta. A kupát – története során először – a Tottenham nyerte, miután egy 2–2-es döntetlen után a visszavágón 3–1-re győzött. Így a Spurs lett az első csapat, akik ligán kívüliként tudták megszerezni ezt a trófeát.

## Csapatok

### Tottenham Hotspur
- George Clawley
- Harry Erentz
- Sandy Tait
- Tom Morris
- Ted Hughes
- Jack L Jones (csk)
- Tom Smith
- John Cameron
- Sandy Brown
- David Copeland
- Jack Kirwan

### Sheffield United

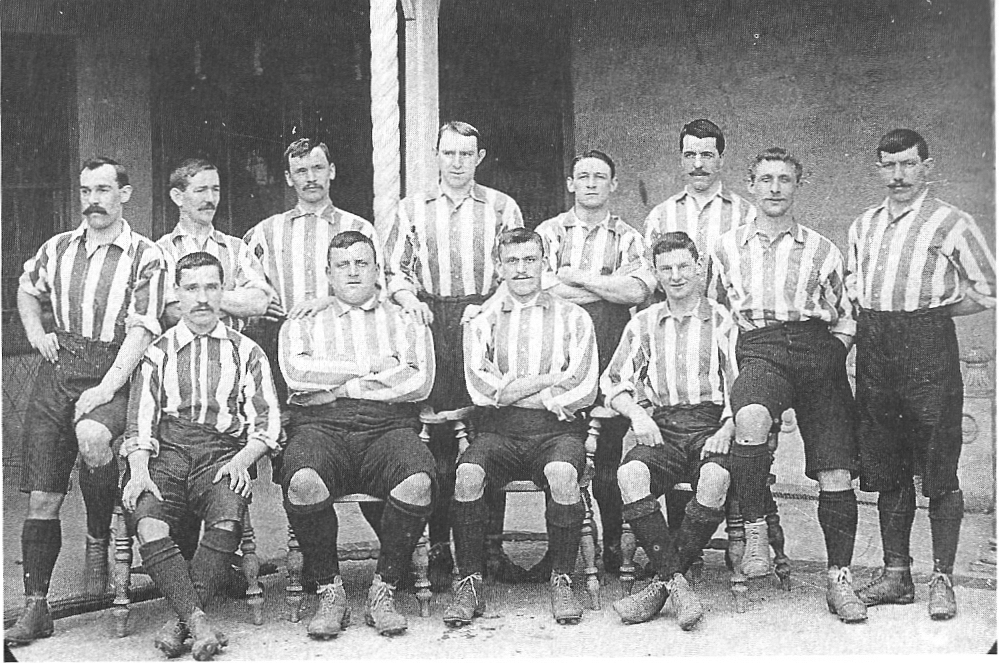
A Sheffield United csapata

- Willie Foulke
- Harry Thickett
- Peter Boyle
- Harry Johnson
- Tom Morren
- Ernest Needham (csk)
- Walter Bennett
- Charles "Oakey" Field
- George Hedley
- Fred Priest
- Bert Lipsham

## Első mérkőzés

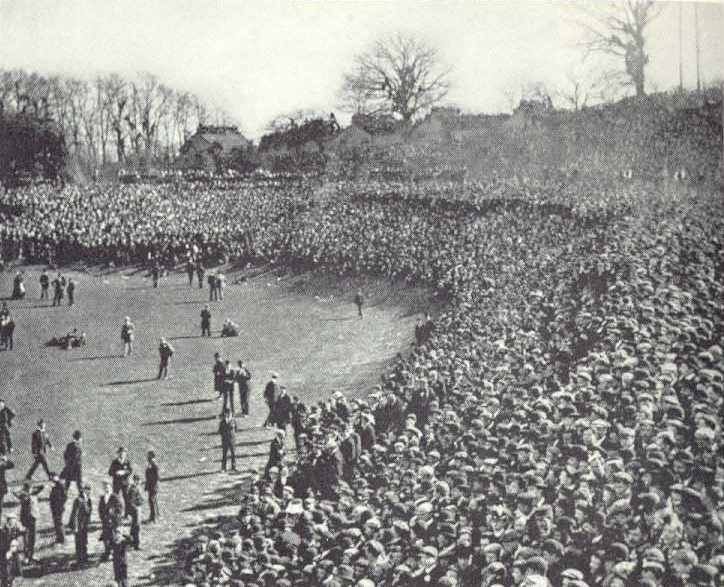
A nézőtér egy része

Több, mint 100 000 néző előtt játszották le az első mérkőzést. Fred Priest szerezte az első gólt a Sheffield United számára 20 perc után, de a Tottenham játékosa, Sandy Brown gyorsan egyenlített fejesgóllal. A két csapat 1–1-gyel ment le a pályáról a félidőben. Brown a második félidőben ismét gólt szerzett, amivel a vezetést is megszerezte csapatának, de a Sheffield United Walter Bennett góljával egyenlített.
| 1901. április 20. |

| Tottenham Hotspur | 2–2   | Sheffield United           |
| ----------------- | ----- | -------------------------- |
| Brown             | (1–1) | Fred Priest Walter Bennett |

| Nézőszám: 110 820 Játékvezető: A. Kingscott |

## Visszavágó

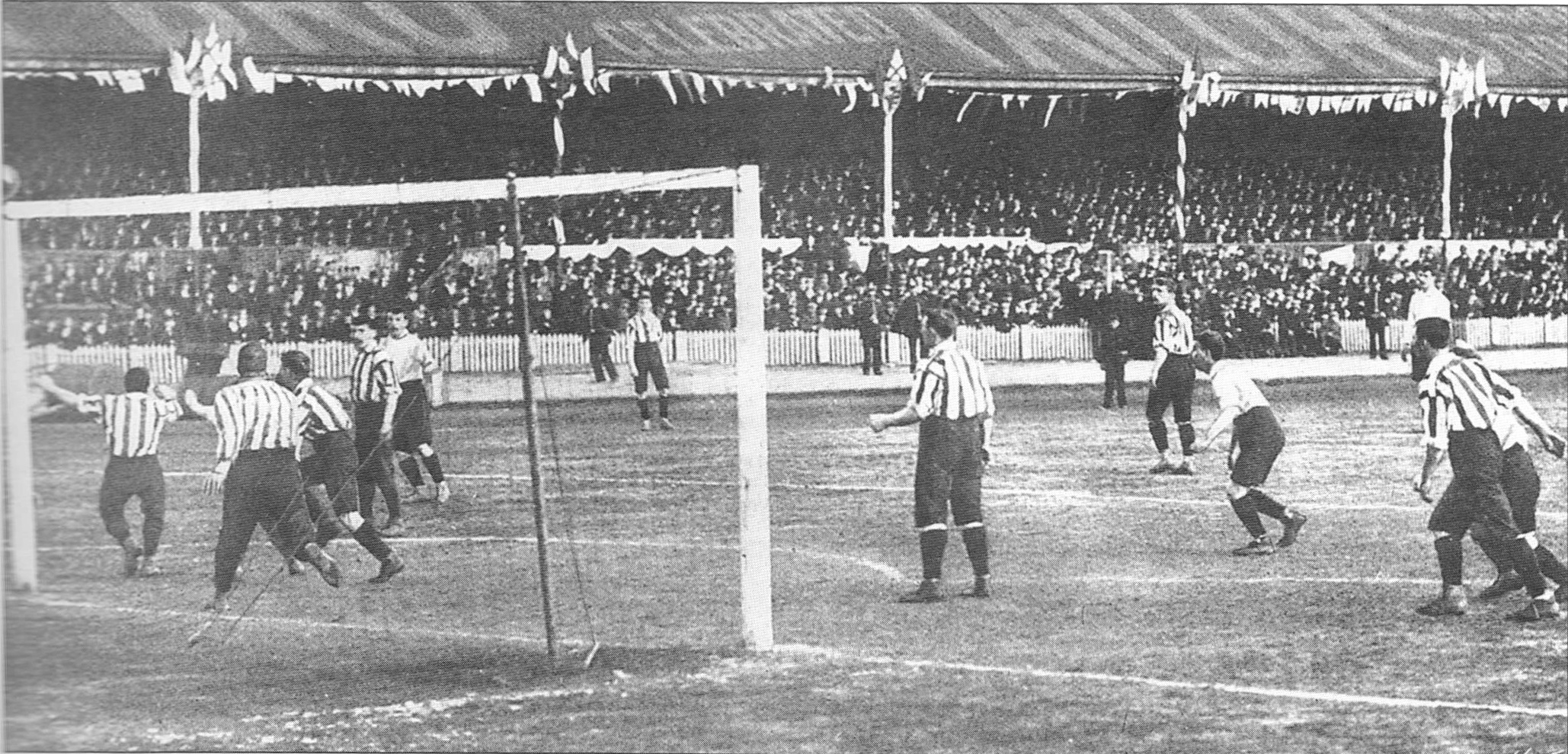
A visszavágó

A visszavágó lefújása után a Tottenham lett az első és egyetlen olyan ligán kívüli csapat, aki FA-kupát nyert, miután legyőzte a Sheffield Unitedet 3–1-re 20 470 néző előtt a Burnden Parkban, Boltonban. John Cameron lőtte az első gólt, majd Sandy Brown egyenlített, ezzel ő lett az első játékos, aki minden mérkőzésen eredményes volt. A Tottenham további két gólját John Cameron és Tom Smith szerezte.
| 1901. április 27. |

| Tottenham Hotspur | 3–1   | Sheffield United |
| ----------------- | ----- | ---------------- |
|                   | (1–0) |                  |

| Burnden Park, Bolton Nézőszám: 20 470 Játékvezető: A. Kingscott |